# Quyền bầu cử của phụ nữ

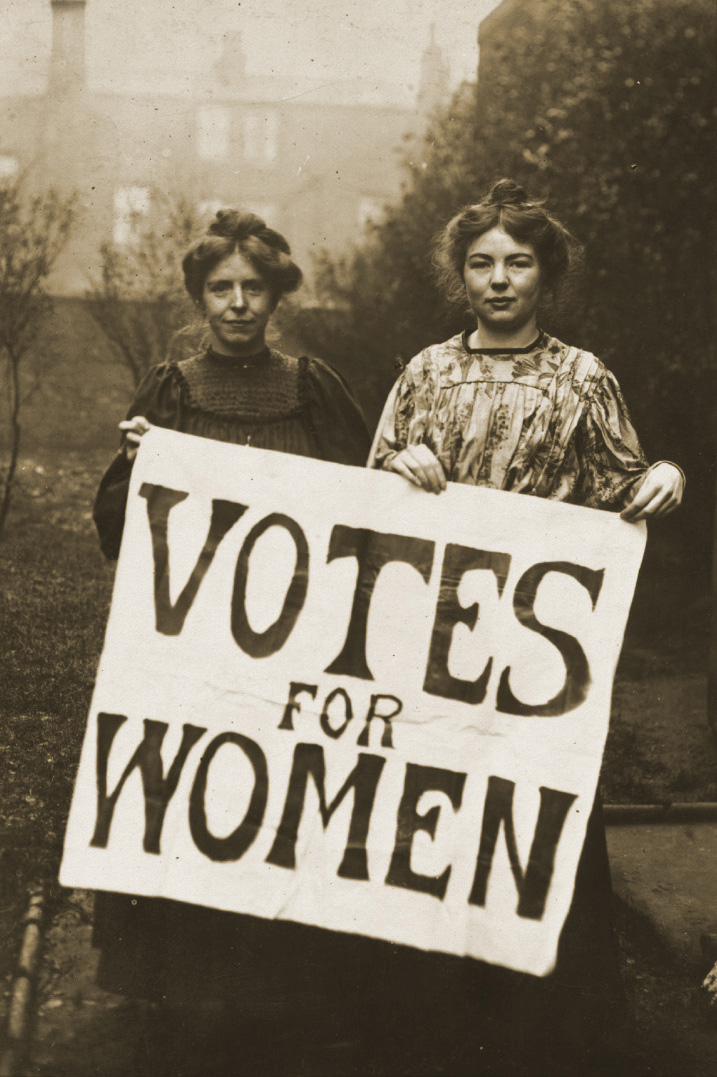
Quyền bầu cử của phụ nữ

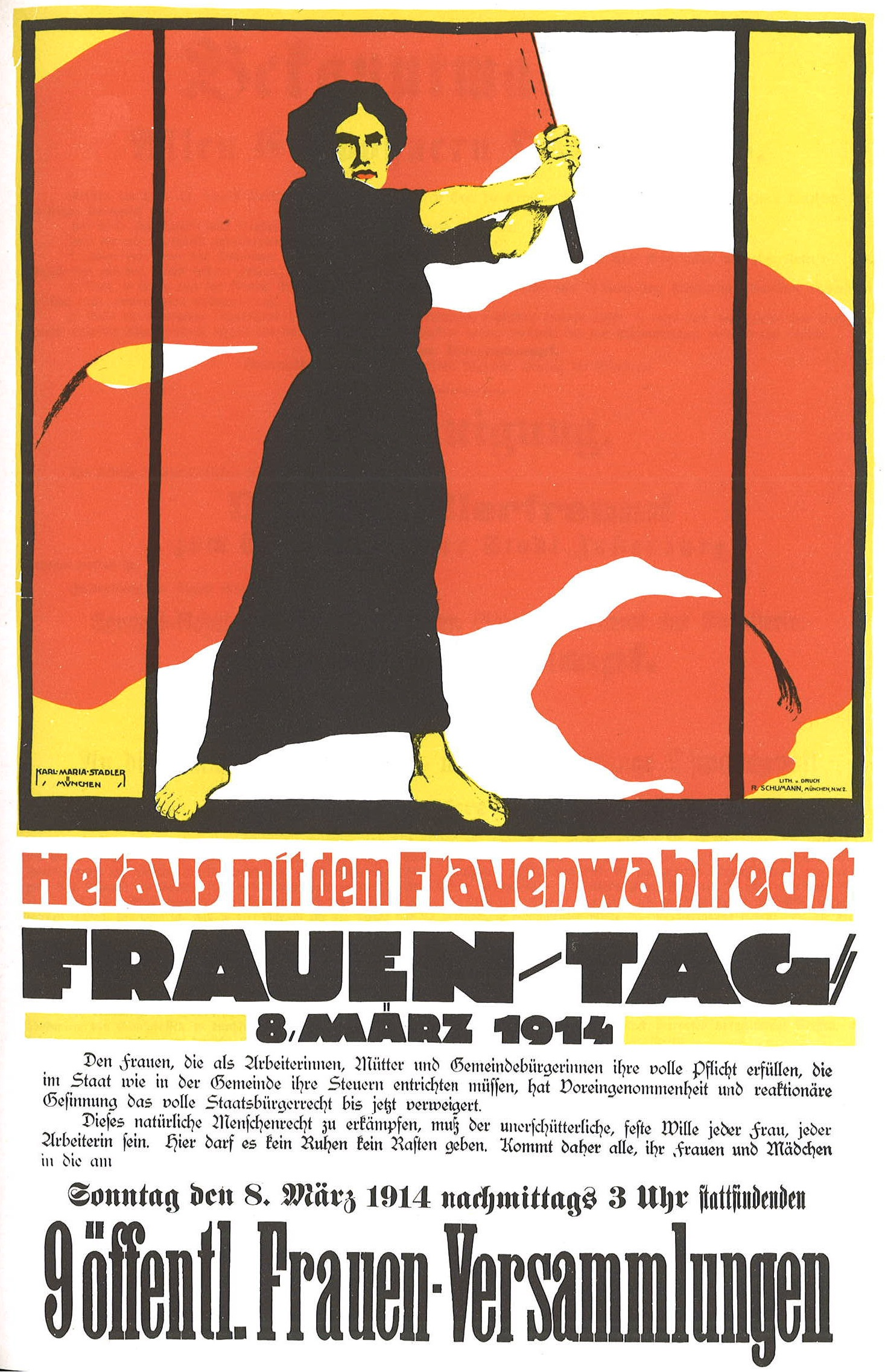
Poster của Phong trào Phụ nữ Đức, 1914.

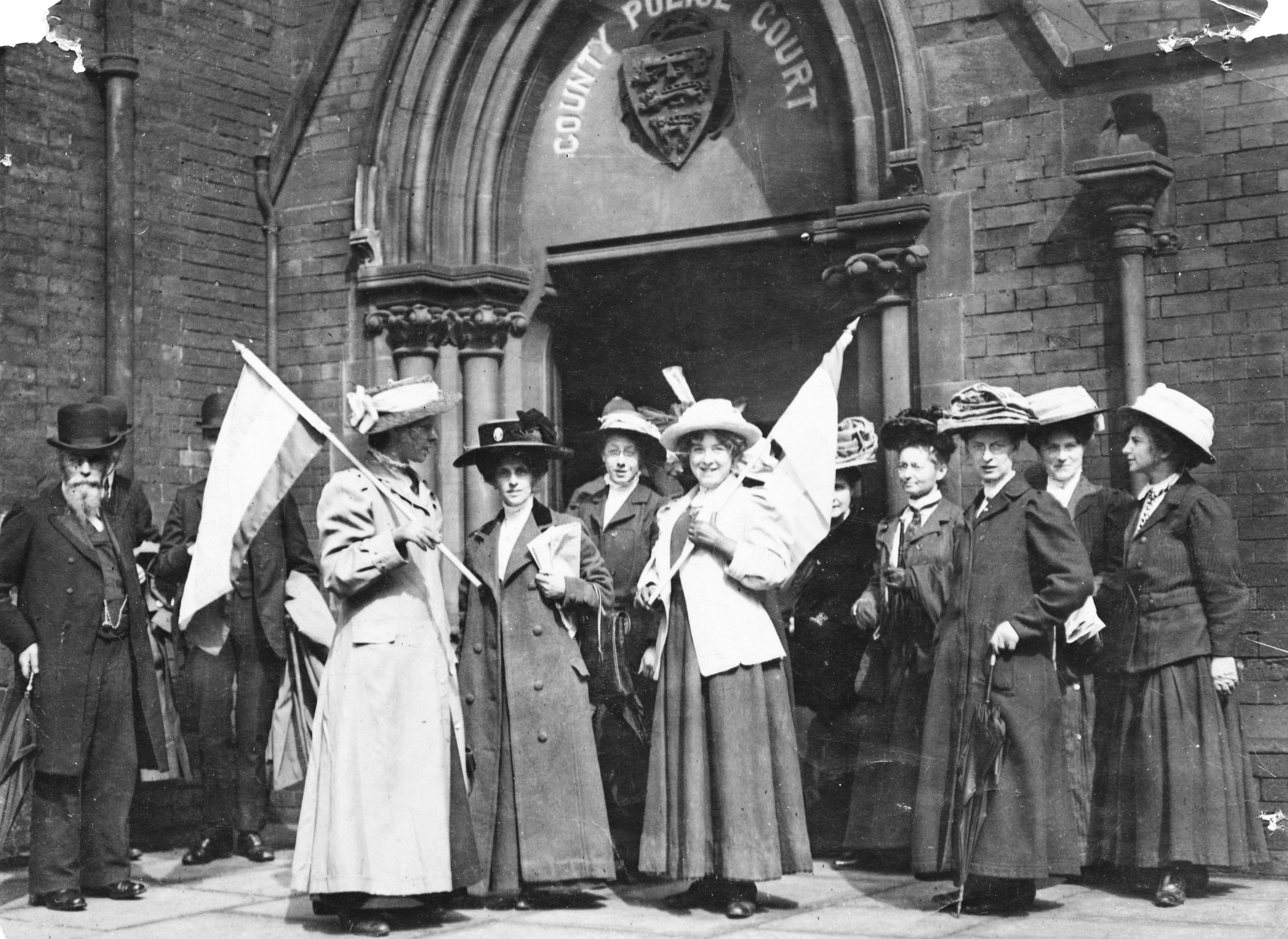
Phụ nữ ở Anh biểu tình đòi quyền bầu cử năm 1911.

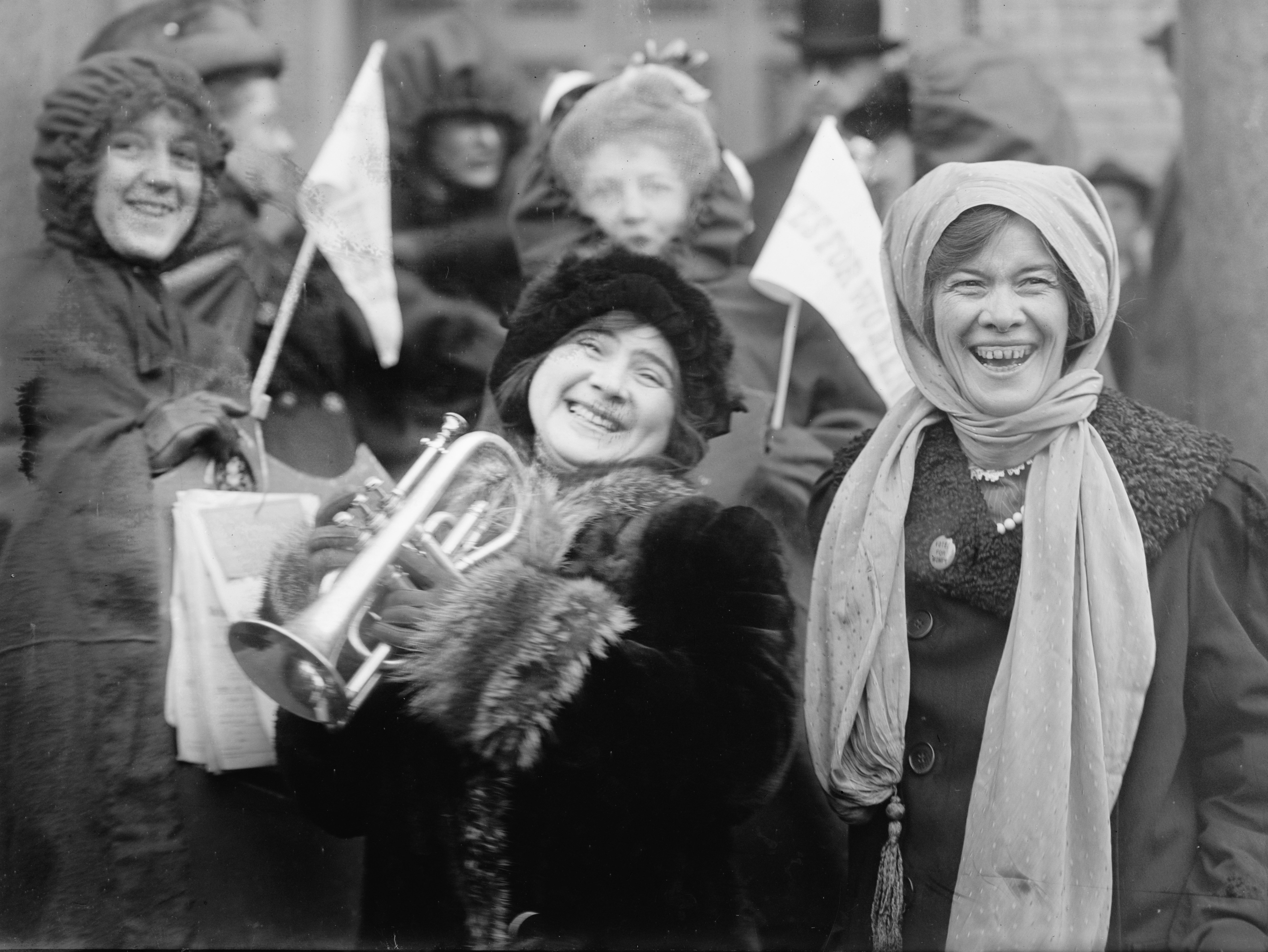
Phụ nữ Mỹ đấu tranh cho quyền bầu cử biểu tình vào tháng 2 năm 1913.

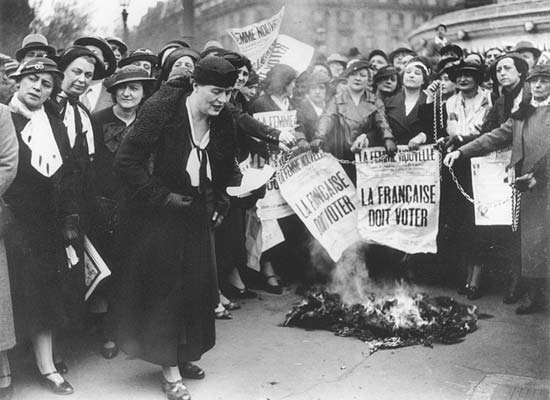
Louise Weiss (phía trước) cùng với những người phụ nữ đòi quyền bầu cử khác biểu tình ở Paris năm 1935.

Quyền bầu cử của phụ nữ là quyền của phụ nữ được bỏ phiếu trong các cuộc bầu cử. Quyền bầu cử hạn chế cho phụ nữ đã có ở Toscana (từ năm 1849), Phần Lan, Iceland, Thụy Điển và một số thuộc địa của Úc và miền tây Hoa Kỳ vào cuối thế kỷ 19. Các tổ chức trong nước và quốc tế được thành lập để phối hợp các nỗ lực để giành quyền bầu cử, đặc biệt là Liên minh Quốc tế Phụ nữ Quốc tế (thành lập năm 1904, Berlin, Đức), và cũng hoạt động vì quyền công dân bình đẳng cho phụ nữ.
Bắt đầu từ cuối những năm 1800, phụ nữ đã đấu tranh cho sự bình đẳng kinh tế/chính trị trên diện rộng và cho các cải cách xã hội. Những người phụ nữ này đã nỗ lực để thúc đẩy các luật bầu cử để cho phép họ bỏ phiếu. Năm 1881, Isle of Man cho phụ nữ được quyền bầu cử. Năm 1893, thuộc địa New Zealand của Anh đã trao cho phụ nữ quyền bầu cử. Thuộc địa của Nam Úc đã làm như vậy vào năm 1894, tiếp theo là Tây Úc vào năm 1899. Sau khi thành lập Liên bang Úc năm 1901, quyền bầu cử bình đẳng trên toàn quốc được cho phép vào năm 1902.
Quốc gia châu Âu đầu tiên giới thiệu quyền bầu cử của phụ nữ là Đại Công quốc Phần Lan, sau đó là một phần của Đế quốc Nga, nơi bầu ra các thành viên Nghị viện nữ giới đầu tiên trên thế giới trong cuộc bầu cử quốc hội năm 1907. Na Uy theo sau đó và cấp quyền bầu cử cho phụ nữ vào năm 1913. Đan Mạch vào năm 1915 và Chính phủ Lâm thời Nga vào năm 1917.
Hầu hết các quốc gia độc lập ban hành quyền bầu cử của phụ nữ trong thời kỳ giữa chiến tranh thế giới lần thứ nhất, bao gồm Canada năm 1917; Anh, Đức, Ba Lan năm 1918; Áo và Hà Lan năm 1919; và Hoa Kỳ năm 1920. Leslie Hume lập luận rằng Chiến tranh thế giới thứ nhất đã thay đổi tâm trạng công chúng:
Sự đóng góp của phụ nữ cho cuộc chiến tranh đã thách thức quan niệm về sự thấp kém về thể chất và tinh thần của phụ nữ và khiến cho việc định kiến về phụ nữ trở nên khó khăn hơn, khi cho rằng phụ nữ cả về hiến pháp và tính khí đều không phù hợp để bỏ phiếu. Nếu phụ nữ có thể làm việc trong các nhà máy sản xuất đạn dược, có vẻ như là vô duyên và phi logic khi từ chối không cho họ được bỏ phiếu. Nhưng việc bỏ phiếu không chỉ đơn thuần là phần thưởng cho công việc chiến tranh; vấn đề là sự tham gia của phụ nữ trong cuộc chiến đã giúp xua tan nỗi sợ hãi về sự tham gia của phụ nữ vào đấu trường công cộng.
Những quốc gia chấp nhận quyền bầu cử cho phụ nữ muộn ở châu Âu là Tây Ban Nha năm 1933, Pháp năm 1944, Ý năm 1946, Hy Lạp năm 1952, San Marino năm 1959, Monaco năm 1962, Andorra năm 1970, Thụy Sĩ năm 1971 ở cấp liên bang, và ở cấp bang địa phương giữa năm 1959 ở các bang Vaud và Neuchâtel và 1991 ở bang Appenzell Innerrhoden, và Liechtenstein năm 1984. Ngoài ra, mặc dù phụ nữ ở Bồ Đào Nha có được quyền bầu cử vào năm 1931, điều này có những hạn chế mạnh mẽ hơn so với nam giới; bình đẳng giới đầy đủ trong việc bỏ phiếu chỉ được cấp vào năm 1976.
Hoa Kỳ trao cho phụ nữ quyền bầu cử bình đẳng ở tất cả các bang với Tu chính án thứ mười chín được phê chuẩn năm 1920. Brazil thông qua quyền bỏ phiếu cho phụ nữ vào năm 1932. Canada và một số quốc gia Mỹ Latinh đã thông qua quyền bầu cử của phụ nữ trước Thế chiến II trong khi đại đa số các quốc gia Mỹ Latinh thông qua quyền bầu cử của phụ nữ vào những năm 1940, ngoại trừ Uruguay vào năm 1917 (xem bảng tóm tắt bên dưới). Quốc gia Mỹ Latinh cuối cùng trao cho phụ nữ quyền bầu cử là Paraguay vào năm 1961. Vào tháng 12 năm 2015, phụ nữ lần đầu tiên được phép bỏ phiếu ở Ả Rập Saudi (bầu cử cấp thành phố).
Các chiến dịch chính trị mở rộng của phụ nữ và những người ủng hộ họ nói chung là cần thiết để đạt được luật pháp hoặc sửa đổi hiến pháp cho quyền bầu cử của phụ nữ. Ở nhiều quốc gia, quyền bầu cử hạn chế cho phụ nữ đã được cấp trước khi có quyền bầu cử phổ thông cho nam giới; ví dụ, phụ nữ biết chữ hoặc chủ sở hữu tài sản đã được cấp quyền bầu cử trước khi tất cả đàn ông nhận được nó. Liên Hợp Quốc khuyến khích quyền bầu cử của phụ nữ trong những năm sau Thế chiến II và Công ước xóa bỏ mọi hình thức phân biệt đối xử với phụ nữ (1979) xác định đó là quyền cơ bản với 189 quốc gia hiện là thành viên của Công ước này.

## Lịch sử

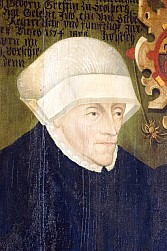
Anna II, nữ tu viện Quedlinburg. Trong thời kỳ tiền hiện đại ở một số vùng của châu Âu, các tu viện được phép tham gia và bỏ phiếu trong các hội đồng quốc gia châu Âu khác nhau nhờ vào cấp bậc của họ trong các nhà thờ Công giáo và Tin lành.

Ở Athens cổ đại, thường được coi là nơi sinh của nền dân chủ, chỉ những người trưởng thành, nam công dân có sở hữu đất đai mới được phép bỏ phiếu. Trong các thế kỷ tiếp theo, châu Âu thường được các quốc vương cai trị, mặc dù các hình thức quốc hội khác nhau đã phát sinh vào các thời điểm khác nhau. Thứ hạng cao được gán cho các nữ tu sĩ trong Giáo hội Công giáo cho phép một số phụ nữ có quyền có vị trí và bỏ phiếu tại các hội đồng quốc gia - như với nhiều tu viện cấp cao khác nhau ở Đức thời Trung cổ, được xếp vào hàng hoàng tử độc lập của đế chế. Những người kế vị theo Tin lành của các tu viện này được hưởng đặc quyền tương tự gần như vào thời hiện đại.
Marie Guyart, một nữ tu người Pháp làm việc với các dân tộc đầu tiên của Canada trong thế kỷ XVII, đã viết vào năm 1654 về các hành vi quyền bầu cử của phụ nữ Iroquois, "Những nữ thủ lĩnh này là phụ nữ đứng giữa những kẻ man rợ, và họ có quyền biểu quyết tại các hội đồng. Họ đưa ra quyết định giống như những người đàn ông, và chính họ là người đã ủy thác các đại sứ đầu tiên để thảo luận về hòa bình."  Người Iroquois, giống như nhiều dân tộc đầu tiên ở Bắc Mỹ, là bộ tộc theo mẫu hệ. Tài sản và dòng dõi được truyền qua con gái. Phụ nữ lớn tuổi bỏ phiếu bầu các thủ lĩnh bộ tộc nam giới và có thể hạ bệ họ.
Sự xuất hiện của nền dân chủ hiện đại thường bắt đầu bằng việc các công dân nam có quyền bỏ phiếu trước các công dân nữ, ngoại trừ ở Vương quốc Hawaii, nơi quyền bầu cử phổ thông và quyền bầu cử của phụ nữ được thực hiện vào năm 1840; tuy nhiên, một sửa đổi hiến pháp năm 1852 đã hủy bỏ bầu cử nữ và đưa yêu cầu có tài sản như một tiêu chuẩn cho nam giới được quyền bầu cử. 

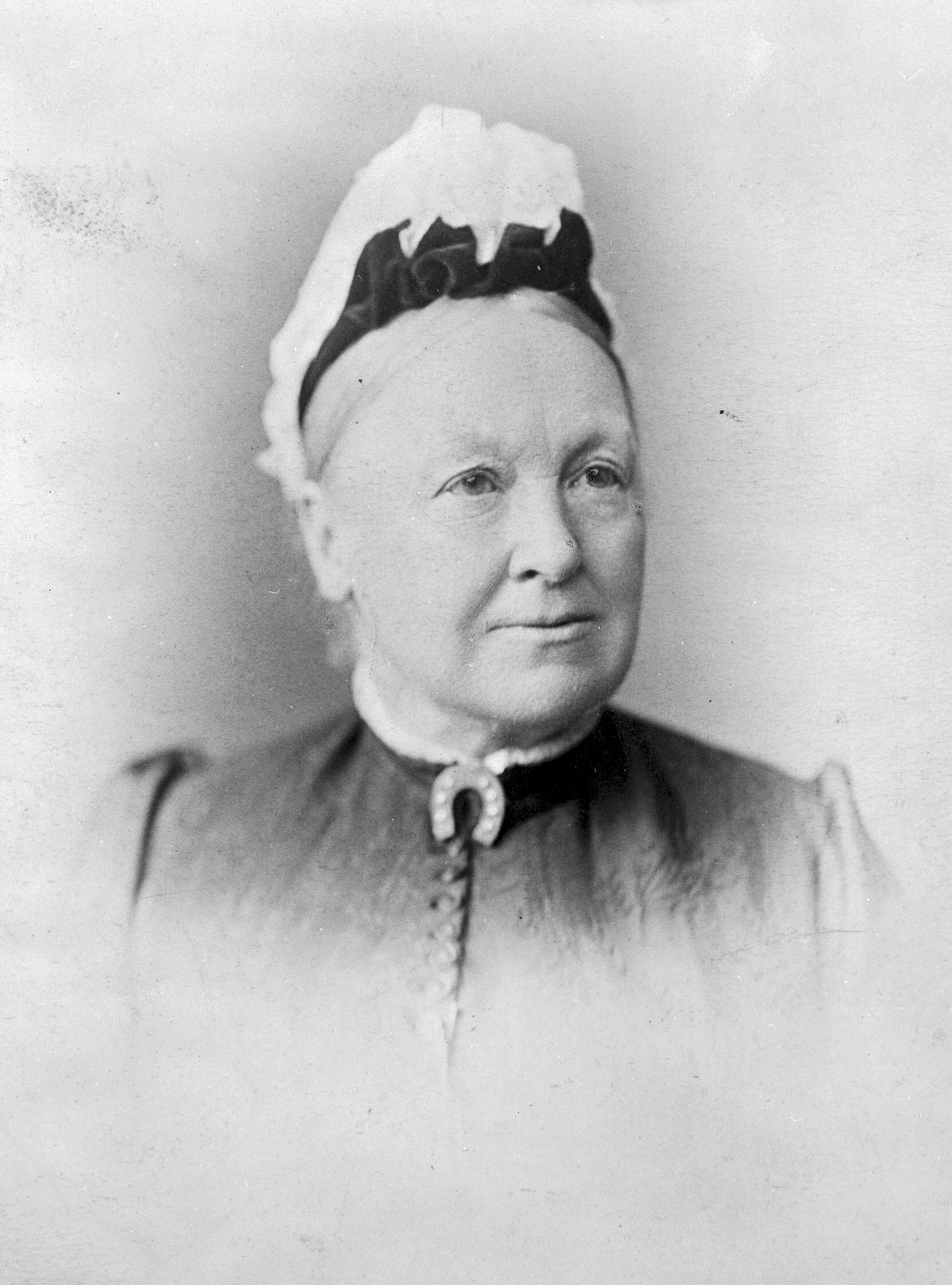
Người ủng hộ nữ giới bầu cử người Nam Úc Catherine Helen Spence đứng ra nhậm chức vào năm 1897. Lần đầu tiên của thế giới hiện đại Nam Úc đã trao cho phụ nữ quyền ứng cử vào Quốc hội năm 1895.

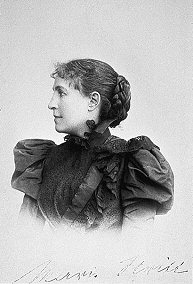
Marie Stritt (1855, 191928), người Đức, người đồng sáng lập Liên minh Phụ nữ Quốc tế.

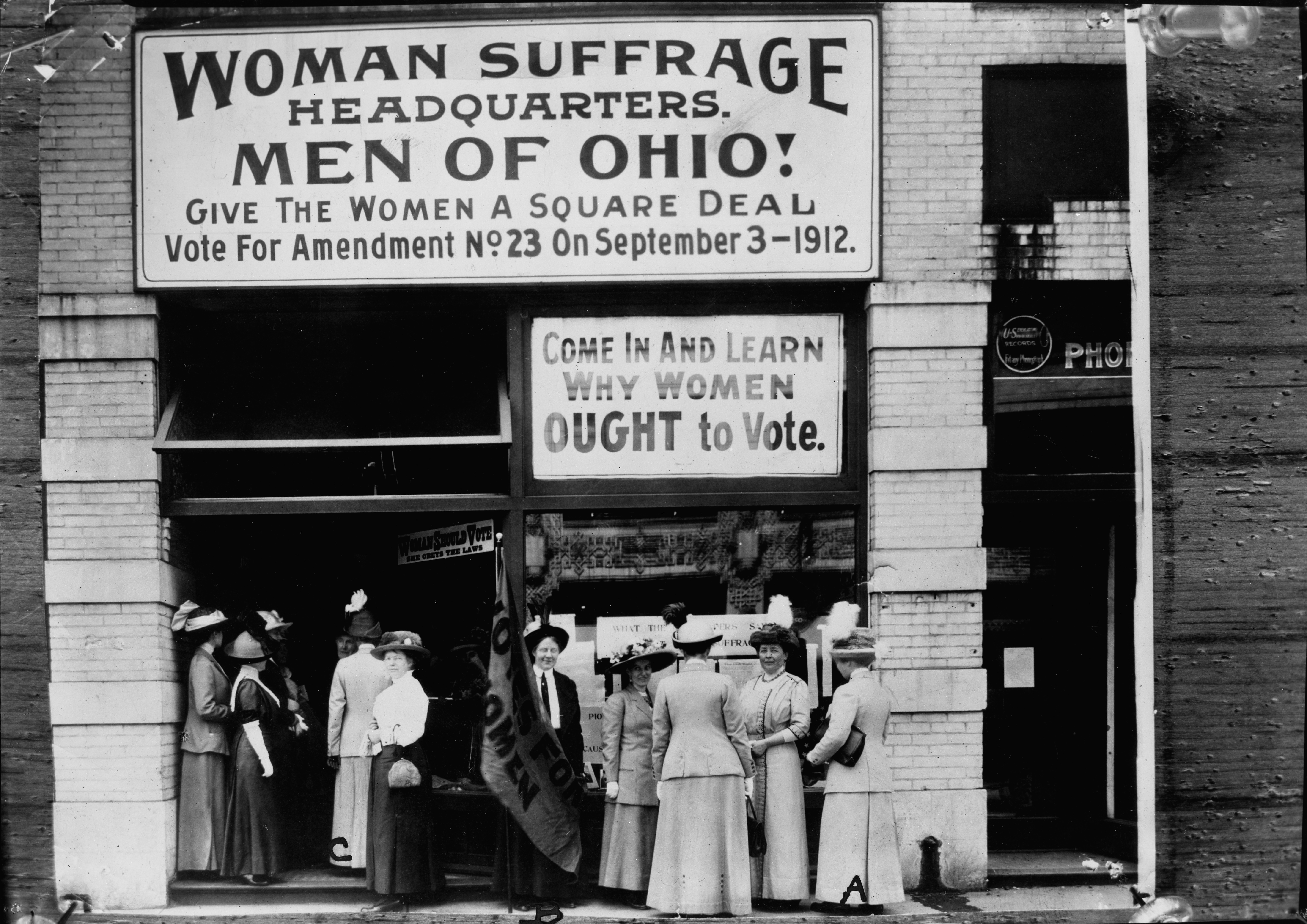
Trụ sở phụ nữ bầu cử, Cleveland, 1913.

Ở Thụy Điển, quyền bầu cử của phụ nữ có điều kiện có hiệu lực trong Thời đại Tự do (1718-1772). Các ứng cử viên có thể khác cho "quốc gia" đầu tiên cấp quyền bầu cử cho phụ nữ bao gồm Cộng hòa Corsican (1755), Quần đảo Pitcairn (1838), Đảo Man (1881) và Franceville (1889, nhưng một trong số đó chỉ tồn tại trong thời gian ngắn với tư cách quốc gia độc lập và những quốc gia khác không độc lập thực sự.
Năm 1756, Lydia Taft trở thành cử tri phụ nữ hợp pháp đầu tiên ở Mỹ thời thuộc địa. Điều này xảy ra dưới sự cai trị của Anh tại Thuộc địa Massachusetts. Trong một cuộc họp ở thị trấn New England ở Uxbridge, Massachusetts, cô đã bỏ phiếu ít nhất ba lần. Phụ nữ da trắng chưa lập gia đình sở hữu tài sản có thể bỏ phiếu ở New Jersey từ năm 1776 đến 1807. 

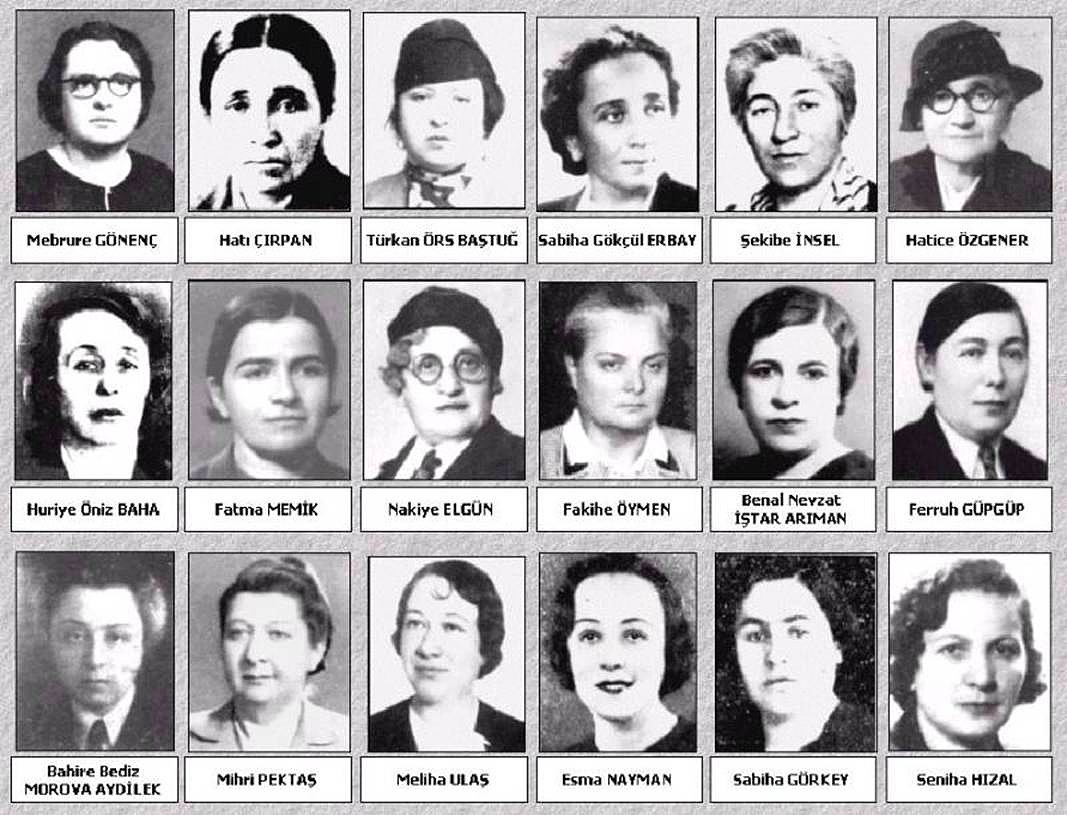
Mười tám nữ nghị sĩ gia nhập Quốc hội Thổ Nhĩ Kỳ năm 1935.

Trong cuộc bầu cử năm 1792 ở Sierra Leone, sau đó là thuộc địa mới của Anh, tất cả các chủ hộ đều có thể bỏ phiếu và một phần ba trong số đó là phụ nữ dân tộc châu Phi.
Các hậu duệ nữ của các người nổi loạn Bounty sống trên Quần đảo Pitcairn có thể bỏ phiếu từ năm 1838. Quyền này đã được chuyển giao sau khi họ tái định cư vào năm 1856 tới đảo Norfolk (nay là lãnh thổ bên ngoài của Úc).
Hạt giống cho Công ước Quyền của Người phụ nữ đầu tiên ở Hoa Kỳ tại Thác Seneca, New York được gieo mầm vào năm 1840, khi Elizabeth Cady Stanton gặp Lucretia Mott tại Hội nghị Chống nô lệ Thế giới ở Luân Đôn. Hội nghị đã từ chối không cho Mott và các đại biểu phụ nữ khác từ Hoa Kỳ một chỗ ngồi vì giới tính nữ của họ. Năm 1851, Stanton gặp một nhân viên ôn hòa Susan B. Anthony, và không lâu sau đó hai người tham gia vào cuộc đấu tranh lâu dài để bảo đảm việc bỏ phiếu cho phụ nữ ở Mỹ. Năm 1868, Anthony khuyến khích phụ nữ làm việc từ các ngành in và may tại New York, vốn không được tham gia vào các công đoàn toàn nam giới, thành lập một Hiệp hội phụ nữ làm việc. Là đại biểu của Đại hội Lao động Quốc gia năm 1868, Anthony đã thuyết phục ủy ban về lao động nữ kêu gọi bỏ phiếu cho phụ nữ và trả công bằng nhau cho công việc như nhau. Những người đàn ông tại hội nghị đã xóa các tài liệu tham khảo về việc bầu cử. Ở Hoa Kỳ, phụ nữ ở Lãnh thổ bang Utah có thể bỏ phiếu từ năm 1869. Các nhóm quyền bầu cử sau đó của Mỹ thường không đồng ý với các chiến thuật, với Hiệp hội Quốc gia Phụ nữ Mỹ tranh luận về một chiến dịch thực hiện tại từng tiểu bang, còn Đảng Phụ nữ Quốc gia tập trung vào sửa đổi Hiến pháp Hoa Kỳ.
Vào năm 1881, Đảo Man, một lãnh thổ phụ thuộc tự trị nội bộ của Vương quốc Anh, đã cho phép phụ nữ sở hữu tài sản. Với điều này, nó đã cung cấp hành động đầu tiên cho quyền bầu cử của phụ nữ trong Quần đảo Anh.
Xã Franceville ở Thái Bình Dương (nay là Port Vila, Vanuatu), duy trì độc lập từ năm 1889 đến 1890, trở thành quốc gia tự trị đầu tiên chấp nhận quyền bầu cử phổ thông mà không phân biệt giới tính hay màu da, mặc dù chỉ nam giới da trắng mới được phép giữ chức vụ công.
Trong số các quốc gia độc lập hiện tại, New Zealand là quốc gia đầu tiên thừa nhận quyền bầu cử của phụ nữ vào năm 1893 khi đây là thuộc địa tự trị của Anh. Quyền bầu cử của phụ nữ mà không bị hạn chế (phụ nữ ban đầu không được phép tranh cử) đã được thông qua tại New Zealand vào năm 1893. Sau một phong trào thành công do Kate Sheppard lãnh đạo, dự luật quyền bầu cử của phụ nữ đã được thông qua vài tuần trước cuộc tổng tuyển cử năm đó. Những người phụ nữ thuộc quần đảo Cook của Anh đã có được điều tương tự ngay sau đó và đánh bại phụ nữ New Zealand trong các cuộc thăm dò vào năm 1893.
Thuộc địa tự trị ở Nam Úc của Anh ban hành quyền bầu cử phổ thông năm 1895, cũng cho phép phụ nữ tham gia quốc hội thuộc địa năm đó. Khối Úc liên bang vào năm 1901, với phụ nữ bỏ phiếu và ứng cử tại một số bang. Quốc hội Liên bang Úc mở rộng quyền bầu cử cho tất cả phụ nữ trưởng thành trong cuộc bầu cử Liên bang từ năm 1902 (ngoại trừ phụ nữ thổ dân ở một số bang).
Quốc gia châu Âu đầu tiên giới thiệu quyền bầu cử của phụ nữ là Đại Công quốc Phần Lan vào năm 1906. Đó là một trong những cải cách được thông qua sau cuộc nổi dậy năm 1905. Theo kết quả của cuộc bầu cử quốc hội năm 1907, cử tri Phần Lan đã bầu 19 phụ nữ làm thành viên nữ đầu tiên của một quốc hội đại diện; họ đã nhậm chức vào cuối năm đó.
Trong những năm trước Thế chiến I, phụ nữ ở Na Uy  (1913) cũng giành được quyền bỏ phiếu, cũng như phụ nữ ở các bang còn lại của Úc. Đan Mạch cấp quyền bầu cử cho phụ nữ vào năm 1915. Gần cuối cuộc chiến, Canada, Nga, Đức và Ba Lan cũng công nhận quyền bầu cử của phụ nữ. Đạo luật đại diện của nhân dân năm 1918 chứng kiến phụ nữ Anh trên 30 tuổi giành được phiếu bầu, phụ nữ Hà Lan năm 1919 và phụ nữ Mỹ đã giành được phiếu vào ngày 26 tháng 8 năm 1920 với việc thông qua Điều sửa đổi thứ 19 (Đạo luật về quyền bỏ phiếu năm 1965 được bảo đảm quyền bầu cử cho chủng tộc dân tộc thiểu số). Phụ nữ Ailen đã giành được quyền bỏ phiếu giống như đàn ông trong hiến pháp Nhà nước tự do Ailen, 1922. Năm 1928, phụ nữ Anh giành được quyền bầu cử theo cùng một điều khoản với nam giới, nghĩa là đối với người 21 tuổi trở lên. Quyền bầu cử của phụ nữ Thổ Nhĩ Kỳ được giới thiệu vào năm 1930 cho các cuộc bầu cử cấp địa phương và năm 1934 cho các cuộc bầu cử cấp quốc gia.